# The Brothers (film 1911)
The Brothers è un cortometraggio del 1911 diretto da Joseph W. Smiley.

## Produzione
Il film fu prodotto dall'Independent Moving Pictures Co. of America (IMP).

## Distribuzione
Il film uscì nelle sale il 14 settembre 1911, distribuito dalla Motion Picture Distributors and Sales Company.